# Мадан (город, Бангладеш)
Мадан (бенг. মদন, англ. Madan) — город на северо-востоке Бангладеш, административный центр одноимённого подокруга. Площадь города равна 15,61 км². По данным переписи 2001 года, в городе проживало 10 662 человека, из которых мужчины составляли 52,45 %, женщины — соответственно 47,55 %. Плотность населения равнялась 683 чел. на 1 км². Уровень грамотности населения составлял 34,4 % (при среднем по Бангладеш показателе 43,1 %). 